# Île Notre-Dame
Pour les articles homonymes, voir Île Notre-Dame (homonymie).
L'île Notre-Dame est une île artificielle de l'archipel d'Hochelaga qui forme le cœur du Grand Montréal. Elle a été érigée en 10 mois en 1965. Le matériau de remblai provient initialement du dragage du fleuve Saint-Laurent, puis de carrières provenant de Montréal et de la Rive-Sud (entre 15 et 20 %), ainsi que des carrières de la région. Cette réalisation fut le plus grand chantier jamais réalisé au Québec sur une si brève période. Elle impliqua, entre autres, la construction de plus de 800 bâtiments et de 27 ponts et l'aménagement de 80 kilomètres de routes.
Elle a été créée pour l'Expo 67 pour souligner le centième anniversaire du Canada. Le circuit Gilles-Villeneuve la sillonne depuis 1978, théâtre chaque année du Grand Prix du Canada de Formule 1. Elle est située sur le fleuve Saint-Laurent, à l'est de l'île Sainte-Hélène, séparé par le chenal Le Moyne, et à l'ouest de la voie maritime du Saint-Laurent. Avec l'île Sainte-Hélène, elle forme le parc Jean-Drapeau, un des plus grands parcs de Montréal. Le parc a été nommé à l'honneur de l'ancien maire de Montréal, Jean Drapeau.

## Histoire
Le nom de l'île célèbre la société Notre-Dame de Montréal, qui fut fondée à Paris en 1639 par Jérôme Le Royer de la Dauversière, Pierre Chevrier, baron de Fancamp et Jean-Jacques Olier. Cette société projetait d'établir une colonie dans la seigneurie de l'Île de Montréal.

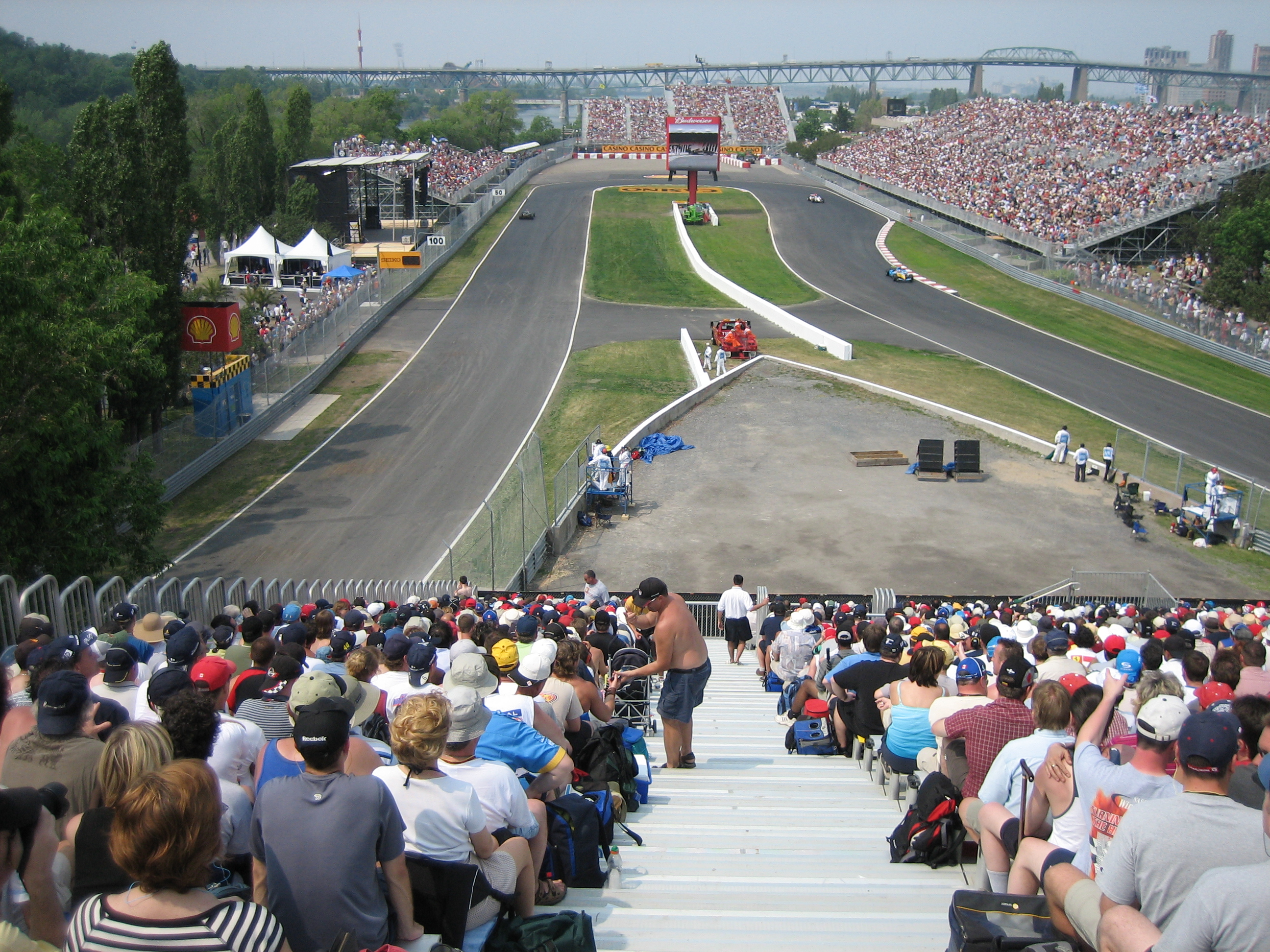
l'épingle du circuit Gilles-Villeneuve sur l'île Notre-Dame

Presque tous les pavillons de l'Expo 67 ont été démolis en 1975 pour permettre la construction du bassin olympique pour les Jeux olympiques d'été de 1976. Ce bassin demeure le plus grand bassin artificiel pour l'aviron en Amérique du Nord. L'ancien pavillon de France et le pavillon du Québec ont été rénovés pour devenir le Casino de Montréal, un établissement de jeu géré par la Société des casinos du Québec, une filiale de Loto-Québec. Le pavillon du Canada sert désormais de bâtiment administratif pour la Société du parc Jean-Drapeau, un organisme para-municipal qui gère le parc Jean-Drapeau.
En 1980, l'île a accueilli l'événement les Floralies internationales, qui est une compétition d'horticulture réunissant des chefs-d'œuvre floraux en provenance de nombreux pays. En tout, une douzaine de pays ont participé à l'événement. Toujours accessibles du printemps à l'automne, ces jardins occupent un espace de plus de 25 hectares. Ils sont entretenus par l'équipe de jardiniers du parc Jean-Drapeau en profitant du micro-climat, créé en partie par les nombreuses lagunes de l'île pour faire pousser des plantes habituellement intolérantes au climat montréalais.
Le site accueille depuis 1978 le Grand Prix de Formule 1 du Canada et, de 2007 à 2012, une compétition de Nascar sur le circuit Gilles-Villeneuve. Le restant de l'année, le circuit demeure ouvert au public et constitue un endroit idéal pour cyclistes, roller skaters et coureurs.